# Dynamic Syndicate
Dynamic Syndicate (zu deutsch: dynamische Arbeitsgemeinschaft) ist eine dreiköpfige Electro-Rock-Band aus Köln.

## Geschichte
Die Band wurde 2010 von Sascha Schneider und Alex Riedl in Köln gegründet, 2012 kam Jens Silz als Schlagzeuger hinzu.
Ihr Debütalbum Noises wurde am 12. Oktober 2012 veröffentlicht. Das zweite Album Higher State of Consciousness erschien am 11. Oktober 2013.
Dynamic Syndicate stehen seit 2012 beim Label Echozone unter Vertrag.

## Stil
Nachdem das Debütalbum noch sehr progressiv und elektronisch wirkte, haben sich die Kölner auf dem Nachfolgealbum stilistisch weiterentwickelt. Den Gitarrenriffs und die Beats sind geblieben, die Arrangements sind jedoch anspruchsvoller geworden und klarer strukturiert.

## Diskographie
Alben
- 2012: Noises (Echozone)
- 2013: Higher State of Consciousness (Echozone)

Singles
- 2012: Overkill
- 2013: The Death Comes Slowly